# Erland Stoor
Tor Erland Stoor, född 10 september 1910 i Stora Kopparbergs församling, Dalarna, död 12 december 1979 i Älvsjö, var en svensk sångare, kapellmästare och musiker (gitarr). Han var bror till musikern Yngve Stoor.
Han startade tillsammans med sin bror musikförlaget Schlagerförlaget

## Diskografi i urval
- Bagare Bergströms vals - Sölve Strands orkester
- Sjung saltare sailor - Hasse Wallins orkester
- Hawaiivindar - Sture Rundqvist - Erland Stoors Hawaiiorkester
- Stora daladansen går, Erland Stoor, - Hasse Wallins orkester

### Kompositioner och texter i urval
- En liten, liten stuga med trädgårdstäppa till, text och musik
- En lördagsmelodi, text och musik tillsammans med Fritz Gustaf
- Vals från Duvnäs, musik - text Fritz Gustaf

### Filmografiroll
- 1949 – Kvinnan som försvann - gitarrist